# Isidre Pañella i Virella
Isidre Pañella i Virella   (Sitges, 1938 - Sitges, 21 d'octubre de 2018) fou pirotècnic, dissenyador de castells de focs i espectacles piromusicals català.

## Biografia
Ja en la seva joventut tingué vocació per la pirotècnia. Començà a treballar a l'empresa "El Dragón" per passar a la "Pirotècnia Inglada" d'Altafulla el 1959 i, el 1961, a la "Pirotecnia Zaragozana", on treballà de director tècnic i comercial per a la zona de Catalunya i Andorra. El 1966, Màrius Igual el va fitxar per la (renovada) Pirotècnia Igual de Canyelles, d'on en fou director artístic durant decennis.
Va ser guardonat amb el Premi Trinitat Catasús de l'any 1991, i va rebre el Premi FAD Sebastià Gasch d'Arts parateatrals 1990-1991 ex aequo amb l'empresa Igual de Focs Artificials "a Isidre Panyella, Mestre pirotècnic, per la seva creació constant d'espais d'il·lusió i d'emocions memorables per a tothom a través de la llum, el color i els sons". També guanyà deu vegades el Concurs Internacional de Focs de la Costa Brava, set vegades el de Donosti i tres el de Montecarlo. L'any 2005, l'ajuntament de Sitges va col·locar una placa amb el seu nom a la Plaça dels Artistes.
Fundador i Llucifer de la Colla Jove de Diables de Sitges, posteriorment presidí força temps la "Comissió de Festa Major i Santa Tecla" de Sitges. Durant més de 60 anys participa en les dues festes majors sitgetanes de Sant Bartomeu apòstol i santa Tecla dissenyant sengles castells de focs de gran espectacularitat, on es presentaren les novetats pirotècniques de cada any. També pertangué al Grup de Campaners de Sitges, i era un profund coneixedor dels tocs de campanes tradicionals.
Jubilat el 2010, exercí d'assessor de l'ajuntament de Sitges en matèria de pirotècnia i també de cultura popular. El 2011 va ser escollit pendonista de la Festa Major de Sitges, i el 2008 ja n'havia estat pregoner. El maig del 2016, comissions municipals de Festa Major i Santa Tecla actuals i pretèrites proposaren a l'ajuntament de Sitges que Pañella fos nomenat Fill Predilecte de Sitges; el nomenament oficial es feu al juny.

## Principals espectacles
- Inauguració i clausura dels Jocs Olímpics d'Estiu de Barcelona 1992, Sidney 1996 i Atenes 2004

Anualment
- Festa Major de Sitges (i de molts altres pobles)
- Piromusical de la Mercè, a Barcelona
- Fires de Sant Narcís, a Girona
- Cap d'Any a Valparaíso i Viña del Mar